# Gàlag del bosc de la Makandé
El gàlag del bosc de la Makandé (Sciurocheirus makandensis) és una espècie de primats de la família dels gàlags. És endèmic del Gabon. Es tracta d'un gàlag de mida mitjana. Té les orelles molt grosses. El seu hàbitat natural són els boscos primaris amb dosser. Té una dieta omnívora que inclou tant fruita com animals invertebrats. Com que aquesta espècie fou descrita fa poc, el seu estat de conservació encara no ha estat avaluat.